# 永福町檢車區
永福町檢車區（日语：／ Eifukuchō kenshaku */?）是位於東京都杉並區內，隸屬京王帝都電鐵（現・京王電鐵）井之頭線的車輛基地。

## 概要
1933年（昭和8年）帝都電鐵線（現井之頭線）澀谷～井之頭公園間開通營運，同時在永福町站北側開設檢車區。由於是此路線内唯一的車輛基地，開設空間足以容納、停放所有車輛的置留線。車庫建築外觀酷似飛機用機庫，但是在1945年（昭和20年）5月25日的東京大空襲中受災，29輛列車之中有23輛燒毀，幾乎處於全面毀壞的地步。
戰後，京王帝都電鐵成立之後，作為井之頭線的車輛基地繼續運作。由於1971年（昭和46年）新設立急行，永福町站的待避線增建之故等，於1966年（昭和41年）廢止該檢車區（其後井之頭線轉為使用新設立於富士見丘～久我山之間的富士見丘檢車區），1970年（昭和45年）工場也廢止，轉移到富士見丘檢車區相鄰而建的富士見丘工場。
飛機庫造型的車庫於檢車區、工場廢除之後，曾作為京王巴士的車庫繼續使用，最後在1986年（昭和61年）拆除解體。

## 廢止後
現在，檢車區、工場原址使用於永福町站的待避線之設置、京王巴士東永福町營業所使用。殘留永福町檢車區之名的部分，是位在永福町站吉祥寺端的兩條留置線，通常用於停放軌道檢修、保養之作業車輛。現今由於富士見丘檢車區的空間不足問題，京王巴士永福町營業所內設置銜接有導入用軌道的留置線，由此進行新車的移入及報廢車輛的搬出作業。